# 传媒高等教育国际联盟
传媒高等教育国际联盟由中国传媒大学于2009年发起并组织。由国内外22个国家，50余所知名传媒高校共同参与。是一个国际传媒高等院校的学术合作与管理机构。各联盟院校旨在师生流动、资料交换、合作研究的合作框架下，开展多边或双边的校际教育合作，实现传媒精英人才培养与知识传播、推动大学国际化，促进传媒高等教育发展。